# プログレスM-25M
プログレスM-25M (ロシア語: Прогресс М-25М)はロシア連邦宇宙局が2014年に国際宇宙ステーション(ISS)の補給のために打ち上げたプログレス補給船。NASAやJAXAではプログレス57、57Pとも称される。プログレスM-25Mは6時間ランデブー方式でISSに打ち上げられた。プログレス-M改良型(11F615A60)としては25機目の打ち上げであり、シリアル番号は424番だった。

## 運用
プログレスM-25Mはロシアが貸借しているカザフスタンのバイコヌール宇宙基地から2014年10月29日7時9分(GMT)に打ち上げられた。これは改良型であるソユーズ-2.1aのISS向け計画での初飛行であった。また、GLONASSなどからの情報を使用する、ASN-Kと呼ばれる新しい航法装置が搭載、使用されていた。
プログレスM-25Mは打ち上げ6時間より短い2014年10月29日13時8分(GMT)にピアースにドッキングした。
その後6ヶ月弱の間ドッキングを続け、2015年4月25日6時41分14秒(UTC)にISSからドッキングを解除し、翌26日に太平洋上に落下処分された。

## 搭載貨物
プログレスは第41次長期滞在の乗組員向けに2351kgの貨物を搭載していた。
食料、燃料、補給品などであり、880kgの燃料、22kgの酸素、26kgの空気、420kgの水、1283kgの補給品、実験機器などの貨物が積まれていた。

## 註
1. 1 2  McDowell, Jonathan. “Launch Log”. Jonathan's Space Page. 2014年10月29日閲覧。
2. 1 2 3 4 5  Peat, Chris (2014年11月1日). “PROGRESS-M 25M - Orbit”.   Heavens-Above. 2015年1月25日閲覧。
3. ↑  “アーカイブされたコピー”. 2015年4月30日時点のオリジナルよりアーカイブ。2015年5月5日閲覧。
4. ↑  William Graham, Pete Harding, Chris Bergin (2014年10月29日). “Russian Progress M-25M docks with the ISS”.   NASASpaceflight.com. 2015年10月30日閲覧。
5. ↑  “Progress-M 1M - 29M (11F615A60, 7KTGM)”.   GUNTER'S SPACE PAGE. 2015年10月30日閲覧。
6. ↑  William Harwood (2014年7月23日). “Russians launch Progress supply ship to space station”.   Spaceflight Now. 2015年10月30日閲覧。
7. ↑  Anatoly Zak (2014年10月29日). “Progress M-25M flies on a modified Soyuz rocket”.   RussianSpaceWeb.com. 2015年10月30日閲覧。
8. ↑  “Progress M-25M” (ロシア語).   Roscosmos (2014年10月29日). 2015年10月30日閲覧。